# フリードリヒ1世 (ヘッセン＝ホンブルク方伯)
フリードリヒ1世（ドイツ語：Friedrich I., 1585年3月5日 - 1638年5月9日）は、初代ヘッセン＝ホンブルク方伯（在位：1622年 - 1638年）。ヘッセン＝ホンブルク家の祖である。

## 生涯
フリードリヒ1世はヘッセン＝ダルムシュタット方伯ゲオルク1世と、リッペ伯ベルンハルト8世の娘マグダレーナの末息子である。
ヘッセン＝ダルムシュタットでは長子相続制が導入されていたため、フリードリヒには相続権がなかった。それにもかかわらず、フリードリヒは1622年に、ホンブルクの市と地域からなるアパナージュと、一時金および年金を受け取った。フリードリヒは君主とは見なされず、ヘッセン＝ダルムシュタットの主権下に入った。1626年にフリードリヒはヘッセン＝ホンブルクで長子相続を導入した。
息子のフリードリヒ2世は、戯曲『ホンブルクの公子』で知られる。

## 子女
1622年8月1日にブッツバッハにおいてライニンゲン＝ヴェスターブルク伯クリストフの娘マルガレーテ・エリーザベトと結婚し、以下の子女をもうけた。
- ルートヴィヒ・フィリップ（1623年 - 1643年）
- ゲオルク（1624年）
- ヴィルヘルム・クリストフ（1625年 - 1681年） - ヘッセン＝ホンブルク方伯
- ゲオルク・クリスティアン（1626年 - 1677年） - ヘッセン＝ホンブルク方伯
- アンナ・マルガレーテ（1629年 - 1686年） - 1650年にシュレースヴィヒ＝ホルシュタイン＝ゾンダーブルク＝ヴィーゼンブルク公フィリップ・ルートヴィヒと結婚
- フリードリヒ2世（1633年 - 1708年） - ヘッセン＝ホンブルク方伯、戯曲『ホンブルクの公子』で知られる。